# Адријани (Грчка)
Адријани (грч. Αδριανή) је насељено место у општини Паранести у периферији Источна Македонија и Тракија, Грчка. Према попису из 2021. године било је 853 становника.
Према бугарском географу и историчару, Василу Канчову, у Адријану је крајем 19. века било 180 турских и 100 грчких кућа. Године 1923. турско становништво је принудно исељено у Турску а на њихово место су насељене грчке избегличке породице, укупно 907 особа. На попису из 1928. године Адријани је имао 1.741 становника. Село се раније звало Едренеџик.